# Куккузи
Ку́ккузи (фин. Kukkosi) — деревня в составе Пениковского сельского поселения Ломоносовского района Ленинградской области.

## Название
Существует предположение, что своим происхождением топоним Куккузи (фин. kukkosi — «петухи») обязан тому, что в деревне проводились петушиные бои.

## История
Деревня являлась вотчиной императора Александра I, из которой в 1806—1807 годах были выставлены ратники Императорского батальона милиции.
На «Топографической карте окрестностей Санкт-Петербурга» Военно-топографического депо Главного штаба 1817 года упомянута деревня Куккузи из 5 дворов.
Деревня Кукузи из 10 дворов упоминается на «Топографической карте окрестностей Санкт-Петербурга» Ф. Ф. Шуберта 1831 года.

КУКУЗИ — деревня принадлежит государю великому князю Михаилу Павловичу, число жителей по ревизии: 25 м. п., 20 ж. п. (1838 год)

В пояснительном тексте к этнографической карте Санкт-Петербургской губернии П. И. Кёппена 1849 года она записана как деревня Kukkois (Кукузи) и указано количество её жителей на 1848 год: эвремейсов — 19 м. п., 26 ж. п., савакотов — 2 ж. п., ижоры — 7 м. п., 7 ж. п., всего 61 человек. Ижоры относились к православному Ораниенбаумскому приходу, ингерманландцы — к лютеранскому приходу Тюрё.
Во времена Крымской войны 1853—1856 прибрежная полоса прикрывалось береговой «броннинской батареей», двор одной из которых сохранился в деревне Куккузи.

КУКУЗИ — деревня Ораниенбаумского дворцового правления, по просёлочной дороге, число дворов — 6, число душ — 26 м. п. (1856 год)

В 1860 году деревня Кукузи насчитывала 16 дворов.

КУККУЗИ — деревня Ораниенбаумского дворцового ведомства при колодцах, по левую сторону приморского просёлочного тракта в 16 верстах от Петергофа, число дворов — 11, число жителей: 27 м. п., 35 ж. п. (1862 год)

В 1868—1869 годах временнообязанные крестьяне деревни выкупили свои земельные наделы у великой княгини Елены Павловны и стали собственниками земли.

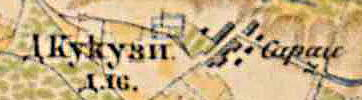
Деревня Куккузи на карте 1885 года

В 1885 году деревня называлась Кукузи и насчитывала 16 дворов.
В конце XIX века деревня административно относилась к Ораниенбаумской волости 2-го стана Петергофского уезда Санкт-Петербургской губернии, в начале XX века — 3-го стана. По приходским данным население деревни было исключительно финским.
К 1913 году количество дворов уменьшилось до 14.
С 1917 по 1922 год деревня Куккузи входила в состав Дубковского сельсовета Ораниенбаумской волости Петергофского уезда.
С 1922 года в составе Бронинского сельсовета.
С 1923 года в составе Троцкого уезда.
Согласно данным переписи населения СССР 1926 года в деревне Куккузи проживали 95 человек — большинство ижоры, а также русские и финны.
С 1927 года в составе Ораниенбаумского района.
В 1928 году население деревни Куккузи составляло 100 человек.
По данным 1933 года деревня Куккузи входила в состав Бронинского сельсовета Ораниенбаумского района.

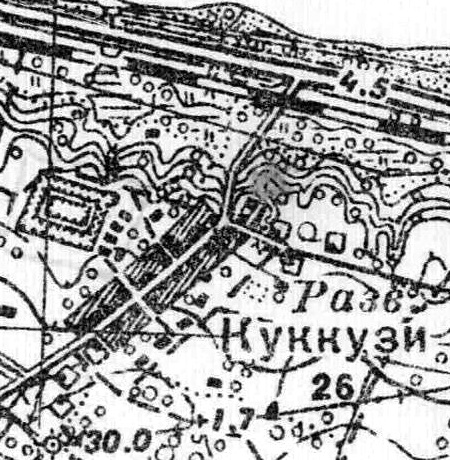
План деревни Куккузи. 1939 год

Согласно топографической карте 1939 года деревня насчитывала 26 дворов.
С 1963 года в составе Гатчинского района.
С 1965 года вновь в составе Ломоносовского района. В 1965 году население деревни Куккузи составляло 55 человек.
По данным 1966, 1973 и 1990 годов деревня Куккузи также входила в состав Бронинского сельсовета.
В 1997 году в деревне Куккузи Бронинской волости проживали 26 человек, в 2002 году — 14 человек (русские — 86 %).
В 2007 году в деревне Куккузи Пениковского СП  — 16 человек.

## География
Деревня расположена в северной части района на автодороге 41А-007 (Санкт-Петербург — Ручьи), к северо-западу от административного центра поселения.
Расстояние до административного центра поселения — 2,5 км.
Расстояние до ближайшей железнодорожной станции Бронка — 0,5 км.

## Демография
| 1862 | 2002 | 2007 | 2010 | 2017 |
| ---- | ---- | ---- | ---- | ---- |
| 62   | ↘14  | ↗16  | ↗18  | →18  |

## Инфраструктура
Рядом с деревней находится одноимённый коттеджный посёлок «Куккузи».

## Улицы
Дачный переулок, Меньшикова, Центральная.